# Piotr Griaznevitch
Piotr Afanassievitch Griaznevitch (Пётр Афанасьевич Грязневич), né le 19 septembre 1929 au village de Pavlovka dans le raïon de Sargatskoïe dépendant de l'oblast d'Omsk et mort le 12 février 1997 à Saint-Pétersbourg, est un orientaliste russe et soviétique éminent qui fut arabisant, iranologue et islamologue.

## Formation
Il termine en 1953 la faculté d'histoire et de philologie de l'université de Kazan et en 1956, ses études de troisième cycle au cabinet arabe du département de Léningrad de l'institut d'études orientales de l'académie des sciences d'URSS. Il est candidat au doctorat d'État de philologie en 1961.

## Travaux
Griaznevitch prend part au projet collectif de réédition du « Tarikh ar-roussoul val-mouluk» (Histoire des prophètes et des rois)  de l'historien arabe At-Tabari.
Il traduit et publie des extraits à propos de l'histoire des Abbassides issus de l'Histoire des califes d'un auteur anonyme du XIe siècle. Ils sont publiés en fac-similés avec en plus des commentaires. Il fait paraître la Chronique de Mansour.
Griaznevitch a également été l'auteur d'une section sur les manuscrits du Coran dans le Bref Catalogue de manuscrits arabes de l'institut d'études orientales de l'Académie des sciences d'URSS. Il est le fondateur et le rédacteur unique de la collection en quatre tomes La Littérature historique arabe du début du Moyen Âge (VIIe siècle-début du XIe siècle) et rédige des articles pour l'ouvrage Le Développement de la conscience historique des Arabes (VIe-VIIe s.). Griaznevitch traduit aussi de l'anglais de livre de l'orientaliste britannique Clifford Edmund Bosworth Les Dynasties musulmanes.
En 1983-1989, il dirige une expédition soviéto-yéménite multidisciplinaire appelée de ses vœux. 

## Publications
- Ал-Хамави М. Ат-Та’рих ал-Мансури [Chronique de Mansour], Moscou, éd. восточной литературы, 1960.
- История халифов анонимного автора XI века : Факсимиле рукописи [Histoire des califes par un auteur anonyme du XIe siècle], Moscou, éd. восточной литературы издательства «Naouka», 1967.
- trad. de l'anglais de C.E. Bosworth, Les Dynasties musulmanes, Moscou, éd. восточной литературы «Naouka», 1971.
- В поисках затерянных городов : Йеменские репортажи [À la recherche de villes disparues: reportages du Yémen], Moscou, éd. восточной литературы «Naouka», 1978.
- Проблемы изучения истории возникновения ислама [Problèmes de l'étude de l'histoire de l'émergence de l'islam], in Ислам: Религия, общество, государство [Islam: religion, société, État], Léningrad et Moscou, éd. восточной литературы «Naouka», 1984. — pp. 5—18.
- Коран в России [le Coran en Russie], in Ислам: Религия, общество, государство, Moscou éd. восточной литературы «Naouka», 1984. — pp. 76—82.
- Аравия и арабы [L'Arabie et les Arabes], in Ислам: Религия, общество, государство, Moscou, id, 1984. — pp. 122—131.
- Формирование арабской народности раннего средневековья [La Formation de la nation arabe au début du Moyen Âge], in Ислам: Религия, общество, Moscou, id, 1984. — pp. 132—143.
- К вопросу о праве на верховную власть в мусульманской общине в раннем исламе [De la question du droit chez les élites dirigeantes de la communauté musulmane au début de l'ère islamique], in Ислам: Религия, общество, государство, Moscou, id, 1984. — pp. 161—174.
- Ислам и государство [Islam et État], in Ислам: Религия, общество, государство, Moscou, id, 1984. — pp. 189—203.
- Предисловие ко второму изданию // Коран [Introduction à la deuxième édition du Coran, traduction et commentaires] Moscou, 1990. — pp. 3—14, 15—26.
- Южная Аравия: Памятники древней истории и культуры [L'Arabie du Sud: monuments de l'histoire antique et de la culture] II/ 1, in Историко-археологические памятники древнего и средневекового Йемена [Monuments historico-archéologiques du Yémen antique et médiéval], Saint-Pétersbourg, centre d'études orientales de Saint-Pétersbourg, 1994.
- (de) Südarabien im Fihrist von Ibn an-Nadīm // Ibn an-Nadīm und die mittelalterliche arabische Literatur. Beiträge zum 1. Johann Wilhelm Fück-Kolloquium (Halle, 1987). — Wiesbaden: Harrassowitz Verlag, 1996. — pp. 7—20.

## Source
- (ru) Cet article est partiellement ou en totalité issu de l’article de Wikipédia en russe intitulé « Грязневич, Пётр Афанасьевич » (voir la liste des auteurs).